# 石川県道6号宇出津町野線
石川県道6号宇出津町野線（いしかわけんどう6ごう うしつまちのせん）は、石川県鳳珠郡能登町と輪島市を結ぶ県道（主要地方道）である。

## 概要
能登半島の北東部、富山湾に面した天然の良港・宇出津漁港から山地を越え、旧柳田村の中心部を経て、外浦の曽々木海岸までを南北に結ぶルートである。
宇出津（うしつ） - 上町（かんまち） : 宇出津の起点から珠洲道路の上町交差点までは立ヶ谷内峠（たてがやちとうげ、北鉄奥能登バス・長坂バス停付近）を頂点とする山岳道路であるが、能登町の海岸部分から珠洲道路方面に行く数ある道の中では最も走りやすい道であり、カーブも他の道（石川県道275号与呂見藤波線や石川県道288号鈴ヶ嶺矢波線など）に比べて緩く、道幅も比較的あるので、制限速度（大半が50km/h）を守る限り大きな問題はない。ただし冬期の積雪・凍結時にはもっと速度を抑える必要がある（除雪は行われる）。宇出津から立ヶ谷内峠へ上る道の途中、一部登坂車線がある。
上町 - 小間生（おもう） : 両側2車線（片側1車線）の区間であるものの、旧柳田村の市街地を通過するため狭小部が残る。なお狭小部として町野川に架かる小間生橋もあったが、バイパスの完成により解消した。
小間生 - 曽々木 : 町野川沿いの穏やかで快適なドライブコースである。カーブも緩やかでアップダウンも少なく走りやすい。いくつかのバイパスが作られ近年どんどん線形が良くなっている。2006年（平成18年）には町野町地内の狭小部を迂回する町野バイパスが完成したが、その町野バイパスの南側（町野町粟蔵）は依然としてすれ違いが困難な狭小箇所が残っている。町野トンネルより北側は、壇ノ浦に敗れた平家一門の平大納言時忠卿が流刑地として晩年を暮らした地でもあり、上時国、下時国の両家がその末裔として往事を忍ばせていて、奥能登の観光拠点のひとつとなっている。

### 路線データ
- 起点：石川県鳳珠郡能登町字宇出津タ字4番1地先（石川県道35号能都内浦線交点）
- 終点：石川県輪島市町野町曽々木シ57番地先（曽々木交差点・国道249号交点）

## 歴史
- 1961年（昭和36年）8月4日 - 宇出津町野線として認定
- 1993年（平成5年）5月11日 - 建設省から、県道宇出津町野線が宇出津町野線として主要地方道に指定される[1]。
- 2006年（平成18年）11月11日 町野バイパス供用開始。
- 2017年（平成29年）10月7日 小間生バイパス共用開始[2]。
- 2024年（令和6年）
  - 1月1日 - 令和6年能登半島地震で被災、不通となる。
  - 1月10日 - 陸上自衛隊第4施設団第102施設器材隊により道路啓開が完了。

## 路線状況

### 重複区間
- 石川県道288号鈴ヶ嶺矢波線（鳳珠郡能登町上町 地内）
- 石川県道26号珠洲穴水線（鳳珠郡能登町柳田 - 鳳珠郡能登町小間生）

## 地理

### 通過する自治体
- 鳳珠郡能登町
- 輪島市

### 交差する道路
- 石川県道35号能都内浦線（鳳珠郡能登町宇出津、起点）
  - 国道249号：当交点直上には国道249号が高架で交わっており、県道35号に属するループを登りきったところ（バイパス中央交差点）で、国道と接続している。
- 石川県道288号鈴ヶ嶺矢波線（鳳珠郡能登町上町）
- 石川県道57号内浦柳田線 珠洲道路（鳳珠郡能登町上町・上町交差点）
- 石川県道288号鈴ヶ嶺矢波線（鳳珠郡能登町上町・神主田橋交差点）
- 石川県道26号珠洲穴水線（鳳珠郡能登町柳田・石井交差点）
- 石川県道288号鈴ヶ嶺矢波線（鳳珠郡能登町小間生）
- 石川県道26号珠洲穴水線（鳳珠郡能登町小間生）
- 石川県道40号珠洲里線（輪島市町野町鈴屋・五里分交差点）
- 国道249号（輪島市町野町曽々木・曽々木交差点、終点）